# Tu l'as pas volée
Tu l'as pas volée est une série télévisée belge en épisodes d'environ 3 minutes, créée par Patrick Alen, produite par Alien Production et réalisée par Tourne Sol Production. 
Cette série humoristique wallonne est interprétée en français avec un accent liégeois.
La série a été diffusée à partir de septembre 2008 sur BeTV et est au programme de RTL TVI en Belgique francophone depuis janvier 2009.

## Synopsis
"Chez René" est un bistrot liégeois où René, le patron, refait le monde avec ses fidèles clients Jean-Marie et Josée, son épouse. 
À chaque fois, la discussion finit par prendre un ton misogyne. Jean-Marie fait une réflexion désobligeante envers Josée et, inévitablement, cette dernière, à court d'argument, se saisit d'un imposant cendrier et frappe violemment le visage de son mari qui s'effondre.

## Auteurs et comédiens
- Renaud Rutten : René
- Patrick Alen : Jean-Marie
- Isabelle Hauben : Josée